# Enrico di Monfort
Enrico di Monfort è un'opera in due atti di Carlo Coccia, su libretto di Gaetano Rossi. Fu rappresentata per la prima volta il 12 novembre 1831 al Teatro alla Scala di Milano,, ma fu un grande insuccesso.

## Personaggi
Gli artisti coinvolti nella prima rappresentazione furono i seguenti:
| Ruolo/Personaggio | Interprete          |
| ----------------- | ------------------- |
| Evelina           | Giulia Grisi        |
| Lord Hamilton     | Domenico Reina      |
| Enrico            | Giuditta Grisi      |
| Walsy             | Signor Radiali      |
| Erisson           | Signor Rovere       |
| Simond            | Lorenzo(?) Lombardi |
| Jonas             | Vincenzo Galli      |
| Catty             | Signora Macchi      |

## Trama
L'azione si immagina nella città di Weymouth.

### Atto I
Evelina ha trascorso il suo anno di vedovanza e si appresta a sposare, come voleva il testamento del defunto marito, lord Hamilton, sceriffo di Weymouth. Ma Evelina ama Enrico, suo cugino e ricercato per diserzione, che tiene nascosto nella propria casa. Giunge a Weymouth, annunciato dall'aiutante Erisson, il temuto contestabile Walsy, e tutti si chiedono quali siano le sue mire. Temendo che egli sia in cerca di Enrico, Evelina confessa a Hamilton che lo tiene nascosto. Hamilton si offre generosamente di aiutare Enrico a fuggire a bordo del vascello messo a disposizione da Simond.
Walsy decide di prendere possesso proprio della casa di Evelina, complicando gli sforzi per aiutare Enrico. La scena in casa di Evelina è punteggiata dagli interventi farseschi del suo intendente Jonas, il quale non riconosce Walsy al suo arrivo e lo tratta come un servitore. Enrico viene fatto travestire da guardia e finisce tra le sentinelle chiamate in onore di Walsy, che però lo riconosce. Walsy rivela a Enrico, suscitandone l'ira, del prossimo matrimonio tra Hamilton ed Evelina, ma gli propone di salvarsi accusando lo stesso Hamilton in luogo di Evelina: lo sceriffo è un suo nemico di vecchio data, dal quale anni prima era stato esiliato e di cui si vuole vendicare. Enrico orgogliosamente rifiuta, allora Walsy accusa Evelina di avere aiutato il disertore e ordina proprio a Hamilton di arrestarla insieme ad Enrico.

### Atto II
Walsy concede la grazia a Enrico, ma con un processo sommario fa condannare a morte Evelina. Poi finge con lord Hamilton di essere disposto a liberare Evelina se lo sceriffo lo pagherà: Hamilton firma incautamente una carta che Walsy usa come prova contro di lui. Walsy può così far arrestare anche Hamilton e crede di avere ottenuto la sua vendetta, quando giunge un dispaccio di uno zio di Hamilton, ministro del re, fatto avvertire tramite Enrico, che ordina l'arresto del contestabile, accusato di avere abusato del proprio potere. Evelina e lo sceriffo vengono liberati ed è Hamilton stesso a sancire l'unione della sua mancata sposa con Enrico.

## Struttura musicale
- Sinfonia

### Atto I
- N. 1 - Introduzione, Cavatina di Hamilton e Stretta Oha!!! Tiriamo... alziam le vele - I voti gradisco - Oh quale m'agita, mi scuote il cuore (Coro, Simond, Catty, Hamilton, Jonas, Erisson)
- N. 2 - Cavatina di Evelina In dolce calma ancora (Evelina, Erisson, Jonas)
- N. 3 - Duetto fra Evelina ed Enrico È per me deserto il mondo
- N. 4 - Duetto fra Walsy e Jonas Ehi... signor... con quel comprende
- N. 5 - Terzetto fra Walsy, Evelina ed Hamilton Quel Monfort che già in processo (Walsy, Evelina, Hamilton, Coro)
- N. 6 - Finale I Evviva il Contestabile! (Coro, Walsy, Evelina, Enrico, Hamilton, Jonas, Simond, Catty)

### Atto II
- N. 7 - Aria di Evelina D'innocenza altera e forte (Evelina, Walsy, Erisson, Jonas, Simond, Catty, Hamilton, Coro)
- N. 8 - Duetto fra Enrico e Jonas Che mi presenti? oh cielo!
- N. 9  Duetto fra Walsy ed Hamilton Ricco il mondo mi suppone
- N. 10 - Coro ed Aria Finale di Enrico Cantiamo di Bacco - Alla voce dell'onore (Coro, Enrico, Walsy, Simond, Jonas, Evelina, Hamilton)